# Jordi Vàzquez i Mir
Jordi Vàzquez i Mir (Barcelona, 1971) és un escriptor, periodista i comptable català, especialitzat en nacions sense Estat.
Nascut a Barcelona l'any 1971, es diplomà en Ciències Empresarials a la Universitat Autònoma de Barcelona. Durant el seu període universitari va ser responsable d'Empresarials del Bloc d'Estudiants Independentistes (BEI) al centre i claustral entre 1990 i 1994. Fou membre fundador de la Plataforma per la Llengua i editor del trimestral Synergia-Bulletin about European Nations entre 1997 i 2004. També fundà i participà en la publicació Llengües Vives entre 1996 i 2009. Des de 2011 col·labora com a editor al col·lectiu Help Catalonia, i com articulista a mitjans com El Periódico, L'Accent, La Directa, Eurasia History, Tribuna Catalana, Directe.cat i L'Unilateral. L'any 2013 fundà el col·lectiu KurdisCat-Comitè català de solidaritat amb el Kurdistan.

## Obres
- El moviment nacional escocès (1998)
- Kurdistan, el poble del sol (Tigre de paper, 2015)[5]
- La revolució ignorada (coautor) (Descontrol, 2016)